# Trichomycterus yuska
Trichomycterus yuska és una espècie de peix de la família dels tricomictèrids i de l'ordre dels siluriformes.

## Morfologia
Els mascles poden assolir els 9,7 cm de llargària total.

## Distribució geogràfica
És un endemisme de l'Argentina.